# Seyyed Ayāz
Seyyed Ayāz (persiska: سيّداياز) är en ort i Iran.   Den ligger i provinsen Kermanshah, i den västra delen av landet, 500 km väster om huvudstaden Teheran. Seyyed Ayāz ligger 406 meter över havet och antalet invånare är 412.
Terrängen runt Seyyed Ayāz är platt åt nordväst, men åt sydost är den kuperad. Terrängen runt Seyyed Ayāz sluttar västerut. Runt Seyyed Ayāz är det ganska tätbefolkat, med 52 invånare per kvadratkilometer. Närmaste större samhälle är Sarpol-e Z̄ahāb, 19,9 km öster om Seyyed Ayāz. Omgivningarna runt Seyyed Ayāz är i huvudsak ett öppet busklandskap.